# Elecciones presidenciales de Madagascar de 2018
Se celebraron elecciones presidenciales en Madagascar el 7 de noviembre de 2018, pero ningún candidato obtuvo más del 50 % de los votos en primera ronda, por lo que se realizó una segunda ronda programada para el 19 de diciembre de 2018. El 27 de diciembre se anunció a Rajoelina como el ganador con el 56% de los votos.

## Sistema electoral
El presidente de Madagascar es elegido utilizando el sistema de dos rondas; si ningún candidato recibe más del 50 % de los votos en primera ronda, se realiza una segunda ronda entre los dos más votados de la primera.

## Candidatos presidenciales
El expresidente Marc Ravalomanana , quien renunció luego de una crisis política en 2009, planea postularse para la presidencia. Su sucesor, Andry Rajoelina, también ha anunciado su intención de impugnar las elecciones. El incumbente Hery Rajaonarimampianina intentó sin éxito impedir que Ravalomanana y Rajoelina se postularan por haber participado en el golpe de Estado de 2009. En septiembre de 2018, Rajaonarimampianina renunció para postularse para la reelección y para permitir que un gobierno interino administre la votación, de conformidad con la Constitución.
Hay 36 candidatos en la carrera, incluidos cuatro de los cinco presidentes más recientes de Madagascar.

## Campaña
A pesar de que la mayoría de los malgaches viven en la pobreza, se espera que las elecciones de 2018 sean una de las más caras per cápita en la historia. Los tres candidatos principales; Hery Rajaonarimampianina, Andry Rajoelina y Marc Ravalomanana tienen una ventaja financiera significativa sobre los otros contendientes, con el candidato Ny Rado Rafalimanana quejándose de que debido a restricciones financieras era imposible para cualquier otro candidato competir con los tres primeros, ya que no hay límites financieros de campaña. Algunos observadores electorales creen que el ganador de la elección tendrá más que ver con el poder e influencia financiera de ese candidato que con sus posiciones políticas. El excesivo gasto en las elecciones también ha sido criticado debido a la gran cantidad de pobreza en el país, y muchos creen que el dinero podría gastarse mejor en otras cosas.
Aunque dos tercios de la población son menores de 25 años, la participación y el interés entre los jóvenes es bajo.

## Resultados
| Candidato                                      | Partido                                              | Votos 1º vuelta | %     | Votos 2º vuelta | %     |
| ---------------------------------------------- | ---------------------------------------------------- | --------------- | ----- | --------------- | ----- |
| Andry Rajoelina                                | Jóvenes Malgaches Determinados                       | 1,949,851       | 39.13 | 2,587,035       | 55.66 |
| Marc Ravalomanana                              | Yo amo Madagascar                                    | 1,755,885       | 35.29 | 2,061,051       | 44.34 |
| Hery Rajaonarimampianina                       | Nueva Energía para Madagascar                        | 439,837         | 8.84  |                 |       |
| Andre Christian Dieu Donne Mailhol             | GFFM                                                 | 63,205          | 1.27  |                 |       |
| Joseph Martin Randriamampionona                | Refundación Total de Madagascar                      | 57,654          | 1.16  |                 |       |
| Ny Rado Rafalimanana                           | FOMBA                                                | 57,573          | 1.16  |                 |       |
| Andrianiaina Paul Rabary                       | MIASA                                                | 48.898          | 0.98  |                 |       |
| Randriamanantsoa Tabera                        | KINTANA                                              | 48,555          | 0.98  |                 |       |
| Haingo Andrianjakamalala Rasolofonjoa          | Rescate del País                                     | 47,750          | 0.96  |                 |       |
| Mamy Richard Radilofe                          | Papel para la socialdemocracia                       | 42,663          | 0.86  |                 |       |
| Eliana Bezaza                                  | Partido Socialdemócrata                              | 42,039          | 0.85  |                 |       |
| Jean Ravelonarivo                              | Antokom-Bahoaka                                      | 29,211          | 0.59  |                 |       |
| Lalaoarisoa Marcellin Andriantseheno           | Tafajiaby                                            | 28,190          | 0.57  |                 |       |
| José Michel Andrianoelison                     | ARO-RIAKA                                            | 26,451          | 0.53  |                 |       |
| Richard Razafy Rakotofiringa                   | SJIAM                                                | 26,421          | 0.53  |                 |       |
| Andriamparany Benjamin Radavidson              | Unidad Nacional, Libertad y Desarrollo               | 25,392          | 0.51  |                 |       |
| Saraha Rabeharisoa                             | Partido Demócrata Liberal                            | 23,633          | 0.48  |                 |       |
| Arlette Ramaroson                              | PARRAINAGE                                           | 23,333          | 0.47  |                 |       |
| Didier Ratsiraka                               | Asociación para el Renacimiento de Madagascar        | 22,156          | 0.45  |                 |       |
| Roland Ratsiraka                               | Malgache Tonga Saina                                 | 21,410          | 0.43  |                 |       |
| Serge Jovial Imbeh                             | Confianza en el Desarrollo de Madagascar             | 19,436          | 0.39  |                 |       |
| Fanirisoa Ernaivo                              | ZAMA–PATRAM                                          | 16,946          | 0.34  |                 |       |
| Zafimahaleo Dit Dama Mahaleo Rasolofondraosolo | Manajary Vahoaka                                     | 16,390          | 0.33  |                 |       |
| Omer Beriziky                                  | Antsika Madagasikara                                 | 15,300          | 0.31  |                 |       |
| Jean Jacques Ratsietison                       | Compramdo las Finanzas Necesarias para los Malgaches | 15,230          | 0.31  |                 |       |
| Erick Francis Rajaonary                        | Malagasy Miray sy Mifankatia                         | 14,683          | 0.30  |                 |       |
| Rivomanantsoa Orlando Robimanana               | Madagsikara Vina sy Fanantenana                      | 14,563          | 0.29  |                 |       |
| Arlette Ramaroson                              | PARRAINAGE                                           | 12,593          | 0.24  |                 |       |
| Falimampionona Rasolonjatovo                   | FITAMBOLAGNELA/IAD                                   | 12,184          | 0.24  |                 |       |
| Jean Max Rakotomamomjy                         | LIDER-Fanilo                                         | 11,363          | 0.23  |                 |       |
| Rolland Jules Etienne                          | Desarrollo de Madagascar                             | 10,733          | 0.22  |                 |       |
| Bruno Rabarihoela                              | Luz de Madagascar                                    | 9,964           | 0.20  |                 |       |
| Roseline Emma Rasolovoahangy                   | Esfuerzos para Promocionarnos                        | 8,573           | 0.17  |                 |       |
| Jean Louis Zafivao                             | Gasy Mifankatia                                      | 6,121           | 0.12  |                 |       |
| Stephan Narison                                | Antoko Gasy Miara Mandroso                           | 5,643           | 0.11  |                 |       |
| Solo Norbert Randriamorasata                   | Unión Democrática de los Cristianos de Madagascar    | 5,189           | 0.10  |                 |       |
| Votos en blanco/nulos                          | Votos en blanco/nulos                                | 392,835         | –     | 119,611         | –     |
| Total                                          | Total                                                | 4,974,612       | 100   | 4,767,697       | 100   |
| Participación                                  | Participación                                        | 9,913,599       | 54.23 | 9,912,501       | 48.10 |
| Fuente: CENI (1º vuelta), CENI (2º vuelta)     |                                                      |                 |       |                 |       |